# Herman el Recluso
Herman el Recluso (en latín: Hermannus Heremitus, en checo: Poustevník Heřman) fue, según la leyenda, un Monje benedictino del siglo XIII más conocido como el autor (actual o supuesto) del Codex Gigas - la "Biblia del Diablo".
La leyenda cuenta que, como residente del monasterio benedictino de Podlazice, Herman el Recluso fue condenado a ser emparedado vivo y a morir de hambre. Sin embargo, en una súplica por su vida, convenció al abad de que le dejara vivir si podía crear un libro que encerrara todo el conocimiento terrenal en una noche. Herman escribió hasta medianoche, cuando, al darse cuenta de que no podría terminar su obra maestra, vendió su alma al diablo para poder terminar el Códice Gigas.
Otra versión de la leyenda cuenta que, tras ser condenado por un pecado no especificado, Herman convenció al abad para que le concediera un año entero para crear el libro. Trabajó día y noche y, una vez más, sólo lo terminó tras vender su alma al diablo.